# Saloumia gorodiskii
Saloumia gorodiskii és una espècie de proboscidi extint que visqué a l'oest d'Àfrica durant l'Eocè. Se n'han trobat restes fòssils al Senegal. Es tracta de l'única espècie coneguda del gènere Saloumia.
Fou descrit el 2020 a partir d'una dent molar superior dreta que originalment havia estat assignada al gènere Moeritherium. Es diferencia de l'eriteri i el fosfateri per la major mida de la dent, la rugositat de l'esmalt, el cíngol lingual robust i la falta de centrocresta. El nom genèric Saloumia fa referència al riu Saloum, que discorre pel sud del jaciment on fou trobat l'holotip, mentre que el nom específic fou elegit en honor del geòleg Alexandre Gorodisk, descobridor tant de l'holotip com del jaciment.